# Путресцин

Биосинтез спермидина и спермина из путресцина. Ado = 5'-аденозил.

Путресци́н (от лат. puter — гнилой, гниющий), также 1,4-диаминобутан (ИЮПАК) — органическое соединение, с формулой H2N(CH2)4NH2; относится к группе биогенных аминов.

## История
Путресцин вместе с кадаверином впервые были описаны в 1885 году берлинским врачом Людвигом Бригером в продуктах гнилостного распада белков.

## Физико-химические свойства
Бесцветное кристаллическое вещество с чрезвычайно неприятным запахом, плохо растворимое в воде, имеет низкую температуру плавления 27—28 °C, является сильным основанием.

## Получение
В промышленных масштабах путресцин получают путём гидрирования сукцинонитрила, который образуется в реакции цианистого водорода с акрилонитрилом.
В природе образуется при декарбоксилировании бактериями аминокислоты орнитина. За реакцию отвечает фермент орнитиндекарбоксилаза, коферментом является пиридоксальфосфат. Биохимическое производство путресцина из возобновляемого сырья рассматривается как альтернатива химическому его производству, но по состоянию на 2018 год разработки в этом направлении не достигли уровня промышленной применимости. Описан[кем?](вероятно имеются ввиду эти авторы публикации Zhi-Gang Qian, Xiao-Xia Xia, Sang Yup Lee) метаболически сконструированный штамм Escherichia coli, который с высоким титром продуцирует путресцин в глюкозо-минеральной среде.

## Применение
Используется как сырьё для получения полиамида-4,6 (в частности, нейлона-4,6).

## Биохимия
В тканях организма путресцин — исходное соединение для синтеза двух физиологически активных полиаминов — спермидина и спермина. Эти вещества наряду с путресцином, кадаверином и другими диаминами входят в состав рибосом, участвуя в поддержании их структуры.

## Токсичность
Токсичность низкая. ЛД50 для крыс от 510 до 1880 мг/кг в зависимости от способа введения в организм. Является кожным, глазным и дыхательным ирритантом (недоступная ссылка).